# Kakejcov
Kakejcov (en allemand : Kakejcow) est une commune du district de Rokycany, dans la région de Plzeň, en République tchèque. Sa population s'élevait à 91 habitants en 2021.

## Géographie
Kakejcov se trouve à 9 km au sud-sud-est de Rokycany, à 20 km au sud-est de Plzeň et à 75 km au sud-ouest de Prague.
La commune est limitée par Nevid et Mirošov au nord, par Příkosice à l'est et par Mešno au sud et à l'ouest.

## Histoire
La première mention écrite du village date de 1616.

## Transports
Par la route, Kakejcov trouve à 11 km de Rokycany, à 28 km de Plzeň et à 91 km de Prague. 